# Acanthochitona limbata
Acanthochitona limbata is een keverslakkensoort uit de familie van de Acanthochitonidae. De wetenschappelijke naam van de soort is voor het eerst geldig gepubliceerd in 1986 door Kaas.